# Józef Tyszkowski
Józef Tyszkowski (cca 1830 – 2. února 1882 Rybotycze) byl rakouský politik polské národnosti z Haliče, v 2. polovině 19. století poslanec Říšské rady.

## Biografie
Patřil mezi bohaté polské šlechtice. Přispíval na dobročinné účely. V roce 1871 vypravil hudební kapelu z Rybotycz do Lvova, aby přivítala tamní zástupce Poláků ze Slezska a Poznaňska poté, co místní vojenská správa odmítla poskytnout hudební těleso.
Od 60. let 19. století byl poslancem Haličského zemského sněmu.
Působil taky jako poslanec Říšské rady (celostátního parlamentu Předlitavska), kde usedl ve volbách roku 1879 za kurii venkovských obcí v Haliči, obvod Přemyšl, Bircza atd. Poslancem byl až do své smrti roku 1882. Pak ho v parlamentu nahradil Antoni Tyszkowski. Ve volebním období 1879–1885 se uvádí jako rytíř Josef Tyszkowski, statkář, bytem Rybotycze. Patřil mezi polské národní poslance. Reprezentoval parlamentní Polský klub. Angažoval se v boji za zrovnoprávnění Poláků v Slezsku.
Zemřel v únoru 1882 na svém statku v Rybotyczích. Podle jiného zdroje zemřel na svém statku poblíž obce Niżankowice. Bylo mu 52 let. Zemřel na chorobu srdce. Měl paralyzovanou levou stranu těla.